# 隐形守护者
《隐形守护者》（原名：《潜伏归来》），是一款由中國大陸独立游戏工作室New One Studio开发的互動式電影遊戲，该游戏于2019年1月23日通过Steam平台开始正式发售（限中国大陆及港台区），其后于同年3月5日在WeGame平台发布，同年5月2日发售iOS版，同年5月24日发布安卓版。

## 简介
本作根据橙光游戏平台的文字推理谍战游戏《潜伏之赤途》改编。相较于原作单纯的立绘文字游戏形式，《隐形守护者》采用了较为少见“真人影视互动剧”（多数镜头为真人静态演绎）的形式进行制作。玩家在游戏中扮演男主角——中共地下党员肖途，在抗战爆发后奉命潜伏于日伪机关，与敌人周旋。游戏提供了上百种分支剧情（包括可能导致游戏立刻结束的结局选项）和四个完全不同的大结局，玩家需要在游戏中作出选择。
游戏于2019年1月23日通过Steam发行前五章，后续剧情以DLC的形式在2019年农历春节之后发售，玩家也可以选择一次性打包购买全部章节。之后于WeGame发行的版本也提供了相同的购买方式。

## 章节
- 序章
- 第一章 太阳之影
- 第二章 狩猎者
- 第三章 生死途
- 第四章 修罗场
- 第五章 菊·刀
  - 第六章 扶桑安魂曲（大日本帝国阵营路线：通向“扶桑安魂曲”结局）
- 第六章 至暗抉择
  - 第七章 丛林法则
  - 第八章 美丽世界（中国国民党路线：通向“美丽新世界”和“丧钟为谁而鸣”结局）
- 第七章 大风起兮
- 第八章 游戏的规则
- 第九章 远东残阳
- 第十章 极恶非道
- 终章（中国共产党路线：通向“红色芳华”结局）

## 与《潜伏之赤途》的差异
- 《隐形守护者》（以下简称“本作”）与《潜伏之赤途》（以下简称“原作”）中的人物姓名均有不同，如原作主角方别在本作中名为肖途，原作中的冈山雄二在本作中名为武藤志雄等等，此处不一一列举。
- 原作只有三种主线结局；本作的“美丽世界线”（对应原作的“海蛇线”）中，增加了“丧钟为谁而鸣”结局。
- 原作“日本线”中，主角杀死冈山爱后，游戏结束；本作“扶桑安魂曲”线中，主角杀死武藤纯子（对应原作的冈山爱）后，会面临定居东京日本桥或是广岛相生桥的选择，而无论何种选择，主角都将遭遇美军空袭而死（东京大轰炸或广岛原子弹爆炸）。
- 原作“海蛇线”中，主角被谷书记和康兴（影射康生）带回中共党组织，并将面临中共党内斗争；本作“美丽新世界”及“丧钟为谁而鸣”线中，主角被高源（对应原作的康兴，本作中为军统特务）带到了军统。
- 原作中的康兴直到70年代才去世，而且党内评价颇高；本作中的高源身为军统特务，在潜回大陆意欲私吞国宝时因被方敏揭发而被大陆军警逮捕，投入监狱。

## 人物
| 剧中人物 | 出镜演员 | 配音演员        | 角色描述 |
| -------- | -------- | --------------- | --- |
| 肖途     | 李九霖   | 赵路/黄骥(日语) | 原型为历史人物袁殊。游戏主人公，代号“胡蜂”，中共地下党员，公开身份为亲日派报社亚辉通讯社记者，1939年受方汉洲之命打入日本领事馆内的特务机关——“武藤公馆”。 |
| 陆望舒   | 陆婷玉   | 虫虫            | 原型为历史人物关露。亚辉通讯社记者，中共地下党员。肖途妻子。                                                                                             |
| 庄晓曼   | 田倚凡   | 张琦            | 汪政权特务科高级情报员，真实身份为军统安插在汪精卫政权内部的卧底。后来成为中共地下党员。                                                                 |
| 方敏     | 安泳畅   | 杨梦露          | 方汉洲之女，肖途青梅竹马的恋人。中共地下党负责人“第三号”。                                                                                               |
| 武藤志雄 | 高文炯   | 赵铭            | 日本驻上海领事馆总领事，日军中佐。 |
| 武藤纯子 | 潘铭允   | 秦紫翼          | 武藤志雄之女，历史老师。 |
| 方汉洲   | 黄卫     | 邹亮            | 肖途的老师，济仁大学教授，中共地下党员，代号“春风”。被日军抓捕后，为使肖途赢得日军的信任而借肖途之手自尽，造成肖途杀害自己的假象。                       |
| 孙正清   | 大康     | 刘彬            | 济仁大学图书馆馆长，中共地下党员，代号“古城”。后来为了换取日伪机关释放儿子孙祖明而出卖了中共地下党组织，最后父子二人被肖途杀死。                         |
| 黄老板   | 荆民强   | 刘彬            | 澳门商贸团代表，商人。 |
| 龙老板   |          | 苏鑫            | 澳门商贸团团长，商人。 |
| 胡一彪   | 柳文欢   | 海帆            | 汪精卫政权特务科行动队队长。 |
| 蒋旭之   | 李新华   | 海帆            | 亚辉通讯社社长。 |
| 吴明达   | 王锁     | 刘北辰          | 国民党叛逃高官，后被肖途杀死。 |
| 李峰     | 潘垣杰   | 夏磊            | 汪政权特务科科长。 |
| 顾君如   | 曹婉瑾   | 陶钰佳          | 汪政权特务科情报员，为保护吴明达被肖途杀死。 |
| 徐先生   | 花溢彩   | 王玮            | 大上海夜总会负责人，兴荣帮帮主。 |
| 董旺成   | 卡其尔   | 王玮            | 原型为历史人物潘汉年。大成化肥厂老板，真实身份为上海中共地下党负责人“第二号”。后被高源出卖，被国民政府处死。                                             |
| 丁力犀   | 纪海星   | 樊俊航          | 大上海夜总会经理，兴荣帮成员。原本只是一名人力车夫，因冒死救下当时素不相识的徐先生而被徐先生赏识，成为其得力手下。                                       |
| 孙祖明   | 刘龙佼   | 沈达威          | 孙正清之子，后被肖途杀死。 |
| 浅野博文 | 王凯     | 刘垚            | 日本特高课新任课长，为人残忍，因其父被武藤志雄逼死而与其不和，并意图除掉武藤。                                                                           |
| 刘振民   | 蒋子扬   | 贾志超          | 济仁大学宣传部部长。 |
| 赵忠义   | 王雪鹏   | 曹真            | 济仁大学文学部部长，方敏未婚夫。真实身份为汪伪安插在中共地下党内的卧底。                                                                                 |
| 王平安   | 冯成龙   | 刘强            | 济仁大学学联主席。 |
| 冯一贤   | 高山     | 刘垚            | 武藤公馆干事。心理极度扭曲变态。 |
| 高源     | 王潮     | 赵铭            | 中共地下党员，肖途的上线。真实身份为军统安插在中共地下党内的卧底。                                                                                       |
| 荣金山   | 富鹏栩   | 许棕哲          | 原荣帮帮主，与荣银海、荣三合称“金山银海三兄弟”。之后荣帮与徐先生的兴帮合并为兴荣帮，自己也被投入监狱。                                                   |
| 荣银海   | 邹敦明   | 夏磊            | 荣金山二弟。 |
| 荣三     | 李连正   | 贾志超          | 荣金山三弟。 |
| 沈兰青   | 李博文   | 海帆            | 风流文人。 |
| 郑西海   | 苏华     | 程玉珠          | 国民党军统局副局长。 |
| 柳诗诗   |          |                 | 郑局长的秘书兼情妇。 |
| 蝶依     |          | 周帅            | 蒋旭之之妻，电影演员，风流成性。 |
| 晓晓     |          | 王燕华          | 荣银海之女。 |
| 楚娘     |          | 范楚绒          | 上海楚记棺材铺老板娘，原为大上海夜总会舞女。 |

## 销售及评价
本作发行后，凭借其精良的剧本以及类似“互动电影”的互动体验引发热议。《新京报》的一篇评论认为，《隐形守护者》的多重选择给观众带来沉浸式冲击，再加上“影视互动剧”游戏特有的真实性、互动性与参与性，使得玩家沉浸其中。
游戏一度登上Steam全球热销榜榜首，最高录得90%以上的好评率。但游戏在2019年3月5日通过WeGame发行后，由于Steam平台上未及时更新最新章节，加上服务器异常、游戏bug等问题，引发玩家不满，Steam平台上该游戏一度遭遇负评轰炸，评价降至“褒贬不一”，随后回升至“多半好评”；官方在Steam平台发布致歉信。WeGame平台方面，游戏发售首日，好评率超过九成。

## 音乐
《隐形守护者》的OST于2019年4月30日在Steam上以DLC的形式发行，包括了四大支线剧情的主题曲以及原创背景音乐。
以下曲目（除通关失败BGM外）按照网易云音乐、虾米音乐等在线音乐平台的曲目列表排序，并非正式音轨顺序。
| 曲序     | 曲目        |          | 作曲     | 编曲        | 歌手     | 备注                           | 时长  |
| -------- | ----------- | -------- | -------- | ----------- | -------- | ------------------------------ | ----- |
| 1.       | 归来        | 董冬冬   | 陈曦     | 赵兆/赵连帅 | 李泉     | “丧钟为谁而鸣”线主题曲         | 3:52  |
| 2.       | 深渊的等待  | 邱雅     | 秋言     | 杨朝焰      | 刘惜君   | “红色芳华”线主题曲暨游戏主题曲 | 4:29  |
| 3.       | 叶雪        | 海雷     | 简弘亦   | 凃惠源      | 简弘亦   | “美丽新世界”线主题曲           | 5:15  |
| 4.       | 红          | 祝美     | 祝美     | 夏侯哲      | 江映蓉   | “美丽新世界”线主题曲           | 4:25  |
| 5.       | 扶桑安魂曲  | Hammer   | 麻晓元   | 麻晓元      | 饭谜力   | “扶桑安魂曲”线主题曲           | 2:23  |
| 6.       | 隐          |          |          |             |          | 游戏BGM                        | 3:16  |
| 7.       | 十字路口    |          |          |             |          | 游戏菜单BGM                    | 3:15  |
| 8.       | 无尽旅途    |          |          |             |          | 游戏登录BGM                    | 3:16  |
| 9.       | 暴雨之后    |          |          |             |          | 游戏通关BGM                    | 2:52  |
| 10.      | 通关失败BGM |          |          |             |          |                                | 0:05  |
| 总时长： | 总时长：    | 总时长： | 总时长： | 总时长：    | 总时长： | 总时长：                       | 33:09 |

除上述音乐之外，游戏还大量使用了非原创背景音乐。